# Stomibandage
Stomibandage/stomipåse sätts fast över en stomi för att samla upp tarminnehåll. Det kräver manuell tömning, ofta flera gånger per dag. Bandaget sätts på i anslutning till en stomioperation på sjukhuset och efterhand kan patienter själva (eller med hemsjukvård/hemtjänst) sköta sin stomi hemifrån.

## Typer
Det finns olika varianter av stomibandage anpassat för olika stomityper såsom; kolostomi, ileostomi, urostomi och transversostomi.
1-delsbandage består av allt i ett (påse och platta), där hela påsen byts varje gång. Finns som sluten eller tömbar påse. Vanligtvis används en sluten 1-delspåse vid fast avföring och byts 1-2 gånger/dag, samt vid behov. En tömbar 1-delspåse används vid lös avföring och byts oftast dagligen eller varannan dag, samt vid behov. Urostomipåsar byts oftast dagligen eller varannan dag samt vid behov.
2-delsbandage består av en påse som ska tryckas, knäppas eller klistras på en platta som ska fästas mot huden. Finns som sluten eller tömbar påse. Plattan kan sitta kvar på huden flera dagar och påsen kan bytas separat. Plattan byts 2-3 gånger/vecka samt vid behov. En sluten 2-delspåse används vid fast avföring och byts 1-2 gånger/dag samt vid behov. En tömbar 2-delspåse används vid lös avföring och byts dagligen, samt vid behov. Påse med backventil används vid urostomi och byts dagligen samt vid behov.